# Ignacio Valenzuela
Ignacio Valenzuela Moraga (Santiago, 25 de febrero de 1979) es un periodista deportivo y relator de televisión chileno. Actualmente es parte de Deportes 13 (el área deportiva de Canal 13), donde relata diversos deportes (normalmente fútbol) y conduce las noticias deportivas en Teletrece. Además, es parte de TNT Sports, donde relata fútbol chileno y conduce el noticiero deportivo TNT Data Sports.

## Biografía
Debido a su atracción desde pequeño al deporte y al periodismo, se tituló en esta última disciplina en la Universidad de Concepción.
Su primer trabajo lo obtuvo en 1999 en la Radio UBB de Concepción, mientras cursaba el segundo año de periodismo. Trabajó para el canal TVU de la capital de la Región del Biobío en 2001. Ese mismo año llegó a Canal 13 a hacer su práctica en prensa. Volvió titulado en 2003 y trabajó por un tiempo en el programa Futgol y en 2005 se reintegró definitivamente a Deportes 13.
Durante 2004 tuvo un breve paso por el CDF, donde relató varios compromisos, hasta que ingresó al proyecto Deportes 13.
Durante 2005 y 2006, realizó el microprograma D13 Goles. Canal 13 ganó los derechos para transmitir las Clasificatorias Sudamericanas para el Mundial de Sudáfrica 2010, incluidos los partidos de la selección chilena, siendo el relator oficial de la Roja en las Clasificatorias para la Copa del Mundo de 2010.
También ha trabajado en las radioemisoras Radio Biobío (entre 2003 y 2004), Radio ADN (entre 2008 y 2009) y Radio Zero (en 2010), todas en la ciudad de Santiago.
De su trabajo, se destacan varios partidos de la selección chilena dentro y fuera de Chile, las Copas América de 2004 y 2007, los Juegos Olímpicos de Pekín 2008 y la Copa Mundial de Fútbol de 2010 en Sudáfrica.
En julio de 2011 relató para D13, el área deportiva de Canal 13, la Copa América realizada en Argentina.
En junio de 2014 relató su primer mundial, la Copa Mundial de Fútbol de 2014 para Canal 13.
En noviembre de 2014 renunció a Radio Bio-Bío para regresar al CDF, donde debutó el 8 de noviembre en el Estadio Santa Laura, con el partido entre Unión Española y Deportes Iquique.
Entre 2015 hasta 2018 relató para Canal 13 la Copa América 2015, Copa América Centenario, Copa Confederaciones 2017 y Copa Mundial de Fútbol de 2018, en todos estos torneos relató formando dupla fija con Juan Cristóbal Guarello.
En 2019 regresa a relatar la selección chilena para la televisión abierta, en la Copa América 2019 en una coproducción que hizo Canal 13 con TVN, en dicha copa se repartieron los relatos con Fernando Solabarrieta un partido por medio de la campaña de Chile, en dicha copa hizo dupla de transmisiones en todo el torneo con Pedro Carcuro.
En 2020 regresa a relatar nuevamente a la selección chilena para la televisión de pago en el CDF (luego TNT Sports) fue el relator oficial de los partidos de Chile en las Clasificatorias Sudamericanas para el Mundial de Catar 2022 compartiendo las transmisiones con Claudio Borghi y Manuel de Tezanos.
Entre 2021 y 2022 relató para Canal 13 la Copa América 2021, la Final de la Primera División Femenina de Chile 2021, los Campeonatos Sudamericanos Femeninos Sub-17 y Sub-20 y la Copa América Femenina 2022, donde fue el único relator de Canal 13 debido a la emigración de Claudio Palma a Chilevisión. Para la Copa Mundial de Fútbol de 2022 fue el relator de la dupla principal de Canal 13, la cual hizo con Juan Cristóbal Guarello, mientras que la segunda dupla fue compuesta por Rodrigo Contreras y Rodrigo Goldberg, este último hizo equipo con Valenzuela y Guarello en los partidos más importantes del mencionado mundial.